# Куйбышевское сельское поселение (Волгоградская область)
Ку́йбышевское се́льское поселе́ние — муниципальное образование в составе Среднеахтубинского района Волгоградской области.
Административный центр — посёлок Куйбышев.

## История
Куйбышевское сельское поселение образовано 5 апреля 2005 года в соответствии с Законом Волгоградской области № 1040-ОД.

## Население
| 2010  | 2012  | 2013  | 2014  | 2015  | 2016  | 2017  |
| ----- | ----- | ----- | ----- | ----- | ----- | ----- |
| 3590  | ↗3608 | ↘3590 | ↗3603 | ↗3606 | ↗3649 | ↗3682 |
| 2018  | 2019  | 2020  | 2021  |       |       |       |
| ↗3723 | ↗3777 | ↘3736 | ↘3698 |       |       |       |

## Состав сельского поселения
| № | Населённый пункт | Тип населённого пункта          | Население |
| - | ---------------- | ------------------------------- | --------- |
| 1 | Великий Октябрь  | посёлок                         | 550       |
| 2 | Вязовка          | хутор                           | 167       |
| 3 | Каширин          | хутор                           | 4         |
| 4 | Кочетково        | хутор                           | 185       |
| 5 | Красный          | посёлок                         | 67        |
| 6 | Куйбышев         | посёлок, административный центр | 2468      |
| 7 | Невидимка        | хутор                           | 35        |
| 8 | Стахановец       | хутор                           | 51        |
| 9 | Шумроватый       | хутор                           | 63        |